# Les Courtilles (Métro Paris)
Les Courtilles ist eine Tunnelstation der Pariser Métro. Sie befindet sich unterhalb der Avenue de la Redoute an der Grenze der Pariser Vororte Asnières-sur-Seine und Gennevilliers. Sie wird von der Métrolinie 13 bedient.
Die Station wurde am 14. Juni 2008 in Betrieb genommen, als der bis dahin letzte Abschnitt der Linie 13 von der Station Gabriel Péri bis zur Station Les Courtilles eröffnet wurde. Seitdem ist sie Endpunkt des Nordwestastes der Linie.

## Fahrgastzahlen
Im Jahr 2011 wurde 3,4 Millionen Fahrgäste gezählt, welche die Station betraten, 2013 waren es 3,9 Millionen.

## Anschlüsse
Seit Mitte November 2014 befindet sich in unmittelbarer Nähe der Station die Endstation der Straßenbahnlinie T1.
Außerdem halten hier sechs Buslinien der RATP. In den Nachtstunden ersetzt eine Nachtbuslinie die Metro.